# Panama ai Giochi olimpici
Panama ha partecipato per la prima volta ai Giochi olimpici nel 1928.
Gli atleti panamensi hanno vinto 3 medaglie ai Giochi olimpici estivi, tutte nell'atletica leggera: due di bronzo a Londra 1948 con il velocista Lloyd LaBeach e una d'oro con Irving Saladino nel salto in lungo a Pechino 2008. Non hanno mai partecipato ai Giochi olimpici invernali.
Il Comitato Olimpico di Panama, creato nel 1934, venne riconosciuto dal CIO nel 1947.

## Medaglieri

### Medaglie alle Olimpiadi estive
| Giochi                 | Oro              | Argento          | Bronzo           | Totale           |
| ---------------------- | ---------------- | ---------------- | ---------------- | ---------------- |
| Amsterdam 1928         | 0                | 0                | 0                | 0                |
| Los Angeles 1932       | non partecipante | non partecipante | non partecipante | non partecipante |
| Berlino 1936           | non partecipante | non partecipante | non partecipante | non partecipante |
| Londra 1948            | 0                | 0                | 2                | 2                |
| Helsinki 1952          | 0                | 0                | 0                | 0                |
| Melbourne 1956         | non partecipante | non partecipante | non partecipante | non partecipante |
| Roma 1960              | 0                | 0                | 0                | 0                |
| Tokyo 1964             | 0                | 0                | 0                | 0                |
| Città del Messico 1968 | 0                | 0                | 0                | 0                |
| Monaco 1972            | 0                | 0                | 0                | 0                |
| Montreal 1976          | 0                | 0                | 0                | 0                |
| Mosca 1980             | non partecipante | non partecipante | non partecipante | non partecipante |
| Los Angeles 1984       | 0                | 0                | 0                | 0                |
| Seul 1988              | 0                | 0                | 0                | 0                |
| Barcellona 1992        | 0                | 0                | 0                | 0                |
| Atlanta 1996           | 0                | 0                | 0                | 0                |
| Sydney 2000            | 0                | 0                | 0                | 0                |
| Atene 2004             | 0                | 0                | 0                | 0                |
| Pechino 2008           | 1                | 0                | 0                | 1                |
| Londra 2012            | 0                | 0                | 0                | 0                |
| Rio de Janeiro 2016    | 0                | 0                | 0                | 0                |
| Tokyo 2020             | 0                | 0                | 0                | 0                |
| Parigi 2024            | 0                | 1                | 0                | 1                |
| Totale                 | 1                | 1                | 2                | 4                |

### Medagliati
| Medaglia | Atleta          | Edizione     | Sport            | Evento                 |
| -------- | --------------- | ------------ | ---------------- | ---------------------- |
| Bronzo   | Lloyd LaBeach   | Londra 1948  | Atletica leggera | 100 metri piani uomini |
| Bronzo   | Lloyd LaBeach   | Londra 1948  | Atletica leggera | 200 metri piani uomini |
| Oro      | Irving Saladino | Pechino 2008 | Atletica leggera | Salto in lungo uomini  |
| Argento  | Atheyna Bylon   | Parigi 2024  | Pugilato         | -75 kg donne           |